# Erhard Milch
Erhard Milch (Wilhelmshaven, 1892. március 30. – Düsseldorf, 1972. január 25.) német tábornagy, nürnbergi vádlott. A Luftwaffe fejlődését felügyelte és segédkezett Németország újrafegyverkezésében az első világháború után.

## Korai évei
1892. március 30-án született Wilhelmshavenben. Apja, Anton Milch zsidó származású gyógyszerész volt a haditengerészetnél, anyja Clara Milch (született: Clara Rosenau).

## Első világháború
1910-ben sorozták be, a tüzérséghez csatlakozott, hadnaggyá nevezék ki. Később belépett a Luftstreitkräfte-ba és légi megfigyelőként tevékenykedett. Bár nem volt pilóta, 1918-ban a vadászrepülő század parancsnoka lett.

## A két háború között

### 1921-1932
1921-ben kilépett a hadseregből és csatlakozott a danzigi Lloyd Luftdienst légitársasághoz Gotthard Sachsenberggel együtt. A légitársaság Danzig és a balti államok közt közlekedett. 1923-ban ügyvezető igazgató lett. Innen Milch és Sachsenberg átment a Junkers Luftverkehr rivális légitársasághoz, ahol Sachsenberg volt az igazgató. Sachsenberg tartotta állását, míg Milch 1925-ben át nem vette tőle. Milch felügyelte a Junkers Luftverkehr és a Deutscher Aero Lloyd egybeolvasztását, az így keletkező Lufthansa első igazgatója lett.

### 1933–1939
1933-ban Milch az újonnan alakult Légügyi minisztérium államtitkára lett. Ebben a pozícióban javasolta a Luftwaffe létrehozását, habár Ernst Udet döntött a katonai repülőgépekről. Kihasználva helyzetét, rendezte nézeteltéréseit a légi iparág más személyiségeivel, mint Hugo Junkers és Willy Messerschmitt.
1935-ben etnikai hovatartozása problémát jelentett, mert apja zsidó volt. A Gestapo nyomozást indított ellene, ezalatt Hermann Göring aláíratott egy esküokmányt Milch anyjával, hogy az igazi apja Karl Brauer, Milch nagybátyja, ezzel Göring kimentette a Gestapo markából.

## Második világháború

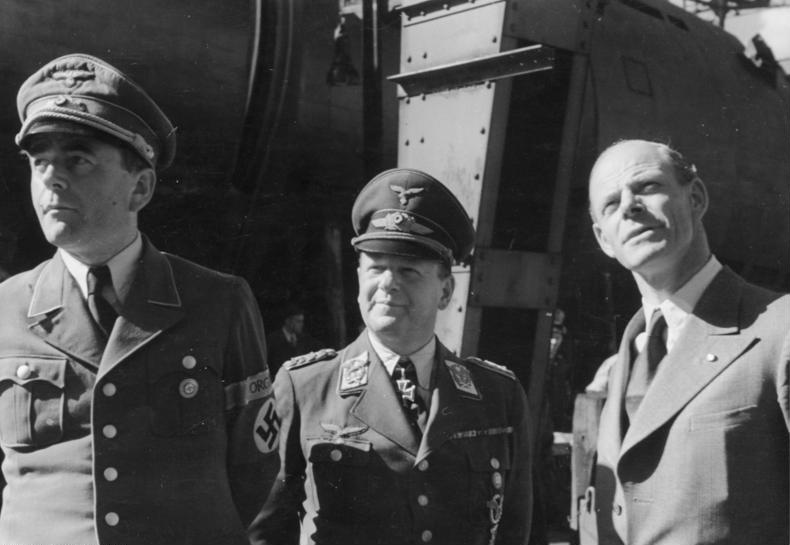
Milch (középen) találkozik Albert Speer fegyverkezési miniszterrel (bal) és Willy Messerschmidttel.

Mikor kitört a háború, Milch a Luftflotte 5 parancsnoka volt a Norvég hadjárat alatt. A Fall Gelb után tábornaggyá nevezték ki, és a légi feladatok irányításáért volt felelős. 1944-ben összefogott Joseph Goebbelsszel és Heinrich Himmlerrel, hogy meggyőzzék Hitlert, mentse fel posztjáról Göringet az oroszországi vereségek miatt. Mikor Hitler kijelentette, hogy nem menti fel Göringet, Milch kilépett a pozíciójából. A háború további éveit Albert Speer irányítása alatt töltötte.
Hitler öngyilkossága után megpróbált elmenekülni Németországból, de a szövetségesek elfogták a Balti-tenger partjainál 1945. május 4-én.

## A Nürnbergi per
1946-ban a nürnbergi perek közül a róla elnevezett Milch-perben vonták vád alá, vádat emelve ellene:
1. Háborús bűnök közé tartozott a hadifoglyok kényszermunkája és a civilek deportálása miatt.
2. Az emberiesség elleni bűntettek közé tartozott a civilek ellen elkövetett gyilkosságokban, megsemmisítésben, deportálásban, kínzásban, bebörtönzésben, rabszolga bánásmód alkalmazásában való részvétele miatt.

A Landsberg börtönben letöltendő életfogytiglani börtönbüntetésre ítélték. 1951-ben az ítéletet 15 éves elzárásra módosították. Végül 1954 júniusában szabadult, hátralévő életét Düsseldorfban töltötte 1972-ben bekövetkezett haláláig.

## Fordítás
Ez a szócikk részben vagy egészben  az   Erhard Milch című angol Wikipédia-szócikk fordításán alapul.  Az eredeti cikk szerkesztőit annak laptörténete sorolja fel. Ez a jelzés csupán a megfogalmazás eredetét és a szerzői jogokat jelzi, nem szolgál a cikkben szereplő információk forrásmegjelöléseként.